# Loại trừ xã hội

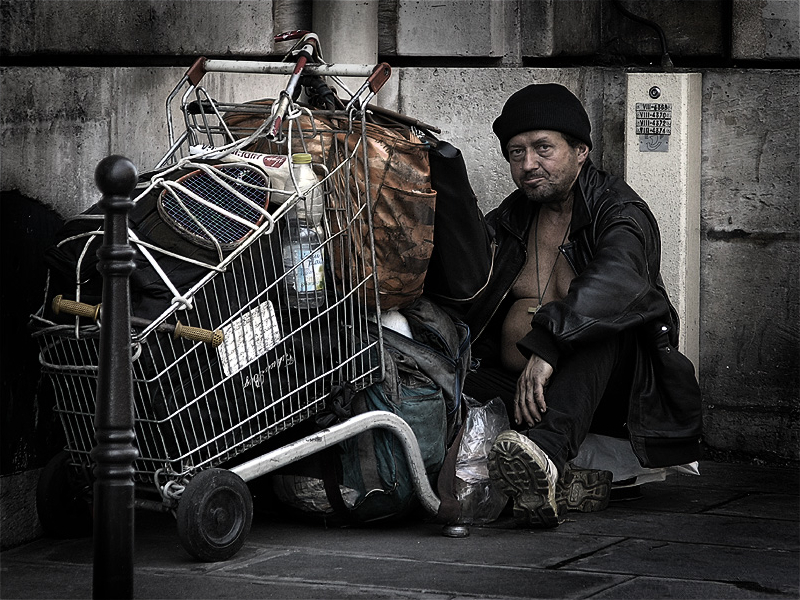
Một người đàn ông vô gia cư ở Paris.

Loại trừ xã hội (social exclusion) hay lề hóa xã hội (social marginalisation) hay lề hóa là sự bất lợi xã hội và xuống hạng bên lề xã hội hay bị đẩy ra rìa xã hội. Nó là một thuật ngữ được sử dụng rộng rãi ở châu Âu và lần đầu tiên được sử dụng ở Pháp. Nó được sử dụng trên các lĩnh vực bao gồm giáo dục, xã hội học, tâm lý học, chính trị và kinh tế. Loại trừ xã hội là quá trình các cá nhân bị chặn (hoặc từ chối truy cập đầy đủ) các quyền, cơ hội và tài nguyên khác nhau thường có sẵn cho các thành viên của một nhóm khác nhau, và là cơ sở để hội nhập xã hội và tuân thủ các quyền của con người trong đó nhóm (ví dụ: nhà ở, việc làm, chăm sóc sức khỏe, sự tham gia của công dân, sự tham gia dân chủ và quá trình đáo hạn).
Sự tha hóa hoặc tước quyền do loại trừ xã hội có thể được kết nối với tầng lớp xã hội, chủng tộc, màu da, tôn giáo, nguồn gốc dân tộc, tình trạng giáo dục, mối quan hệ thời thơ ấu, mức sống, và quan điểm chính trị, và ngoại hình. Các hình thức phân biệt đối xử như vậy cũng có thể áp dụng cho người khuyết tật, người thiểu số, người LGBTQ +, người sử dụng ma túy, người bảo vệ chăm sóc thể chế, người già và trẻ nhỏ. Do đó, bất cứ ai xuất hiện đi chệch khỏi bất kỳ cách nào từ các chuẩn mực nhận thức của dân số đều có thể trở thành đối tượng của các hình thức loại trừ xã hội thô hoặc tinh tế.
Kết quả của loại trừ xã hội là các cá nhân hoặc cộng đồng bị ảnh hưởng bị ngăn cản tham gia đầy đủ vào đời sống kinh tế, xã hội và chính trị của xã hội nơi họ sinh sống. Điều này có thể dẫn đến sự kháng cự dưới hình thức biểu tình, phản đối hoặc vận động hành lang từ những người bị loại trừ ra khỏi xã hội.